# Ensemble palatial Samtchyky
L'ensemble palatial de Samtchyky (en ukrainien : Палацово-парковий ансамбль «Самчики») est un parc, palais, musée situé à Samtchyky, raïon de Khmelnytskyï en Ukraine. 

## Historique
Jan Khoetskyi a commencé à aménager dans, dans le village de Samtchyky, le domaine en créant un bâtiment au XVIIIe siècle et en gardant une construction plus ancienne. Le musée a été créé le 15 août 1990 dans le bâtiment de l'architecte polonais Jakob Koubytskyi.
Le palais a concouru pour la région au concours des sept merveilles d'Ukraine.

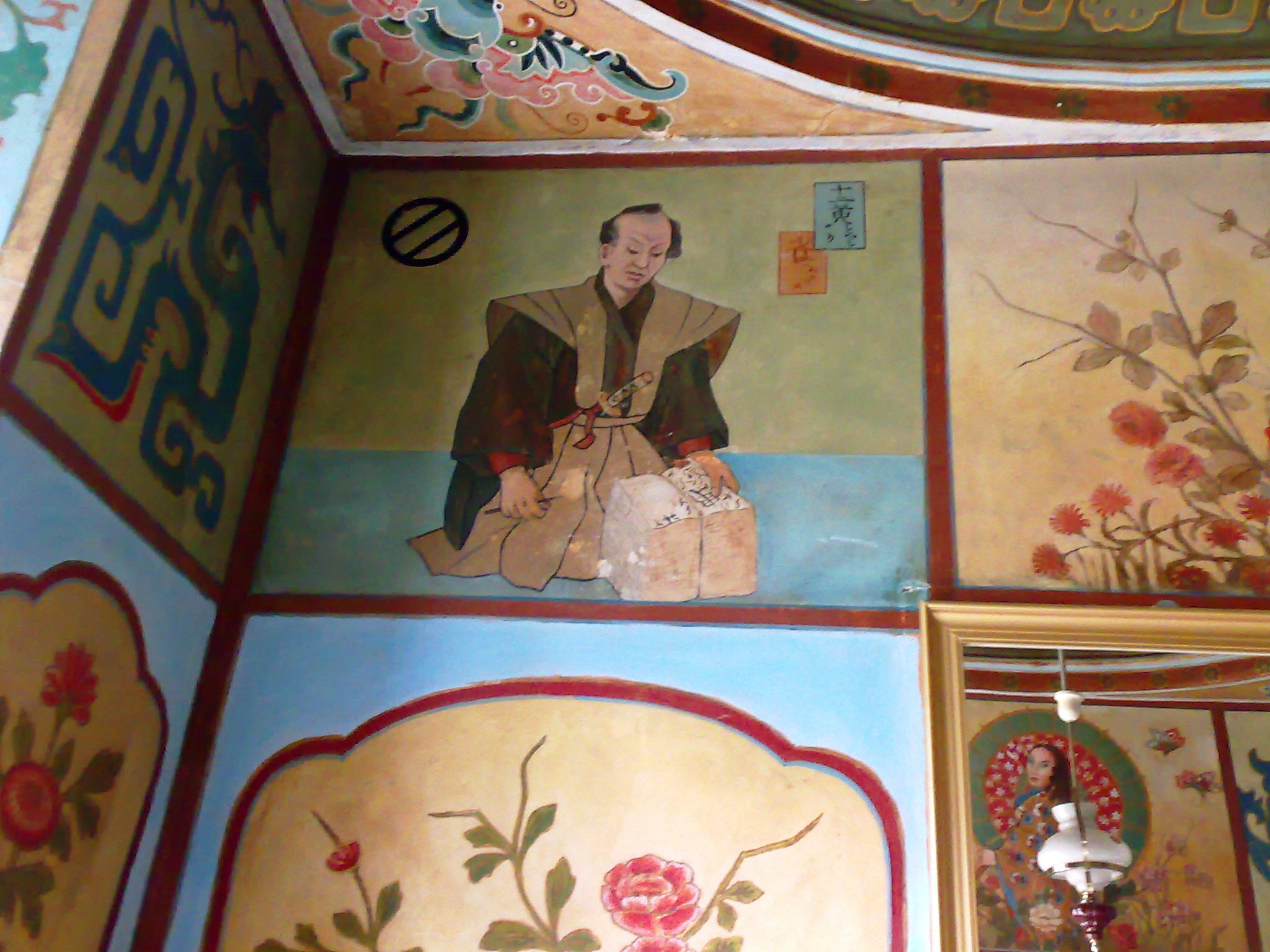
Décorations,
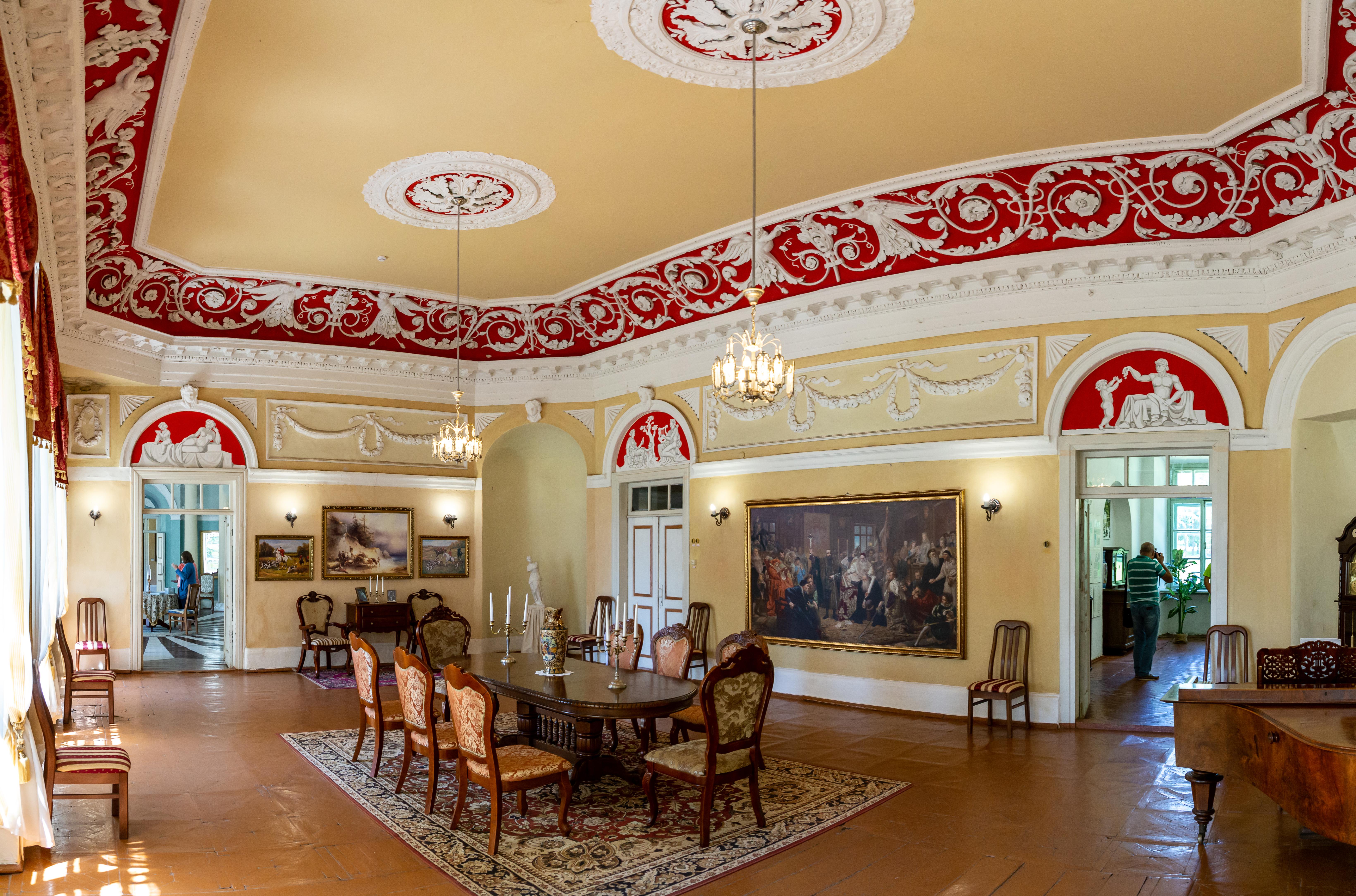
de l'intérieur,
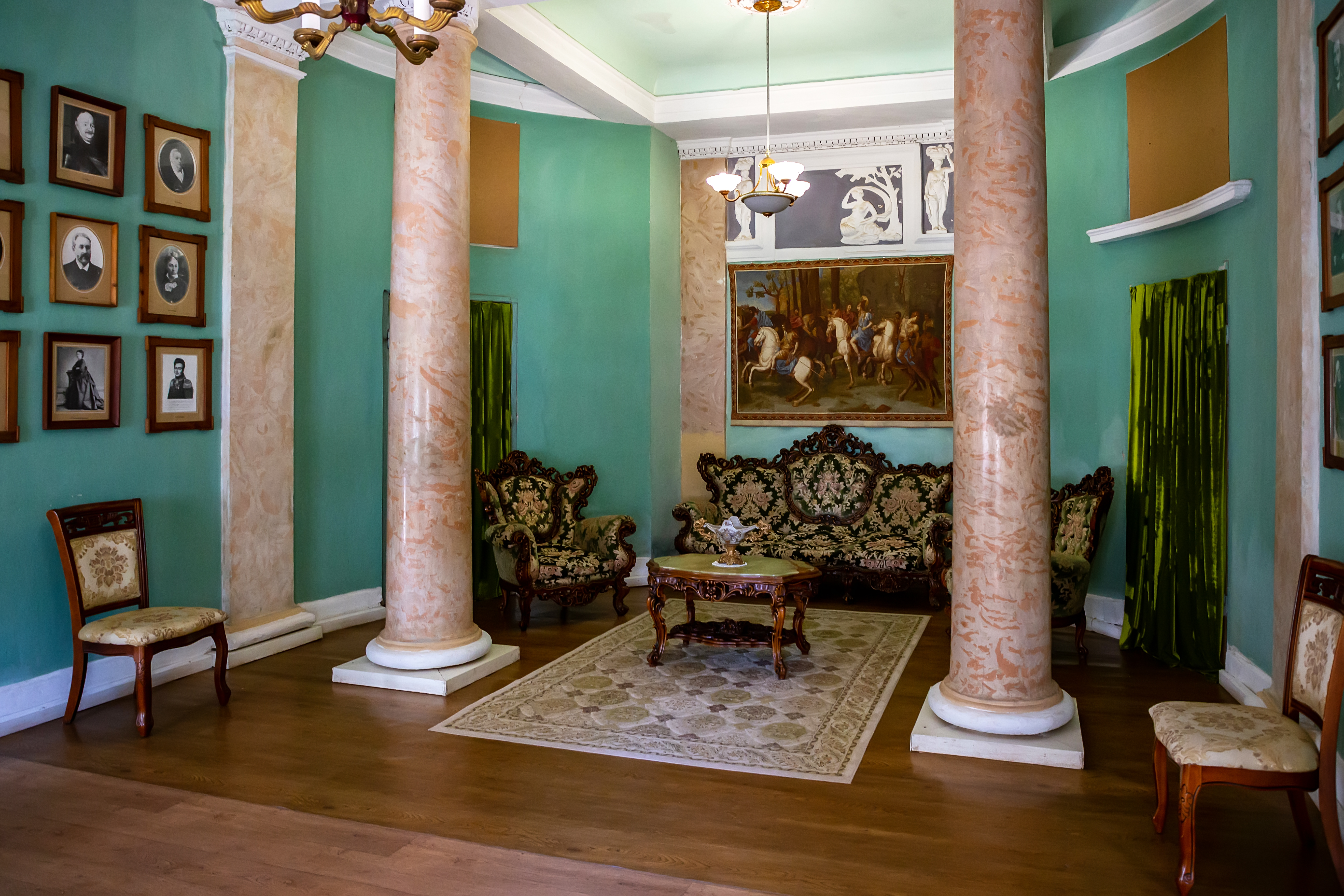
du palais.
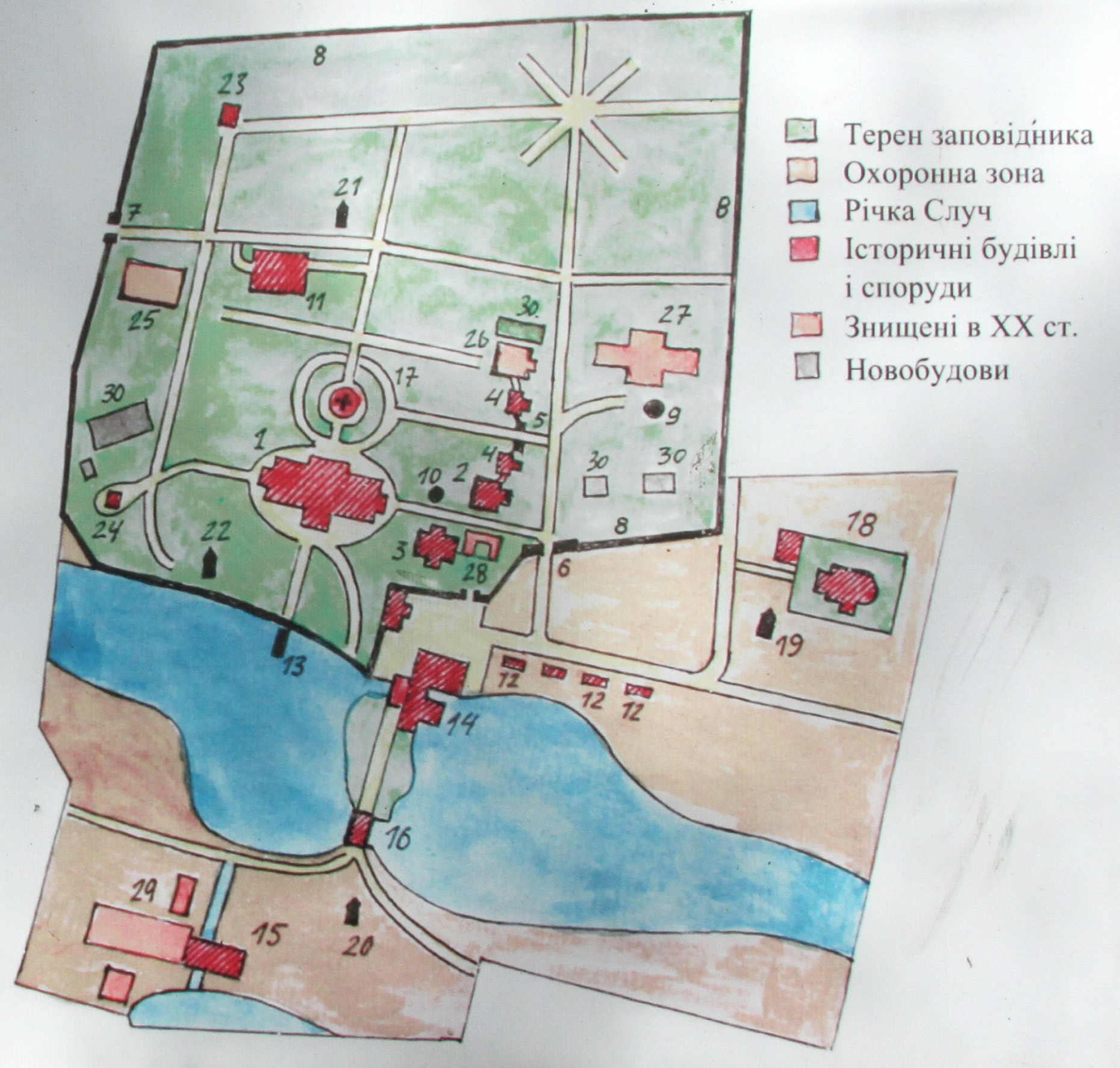
Plan d'ensemble.

## Images de l'extérieur

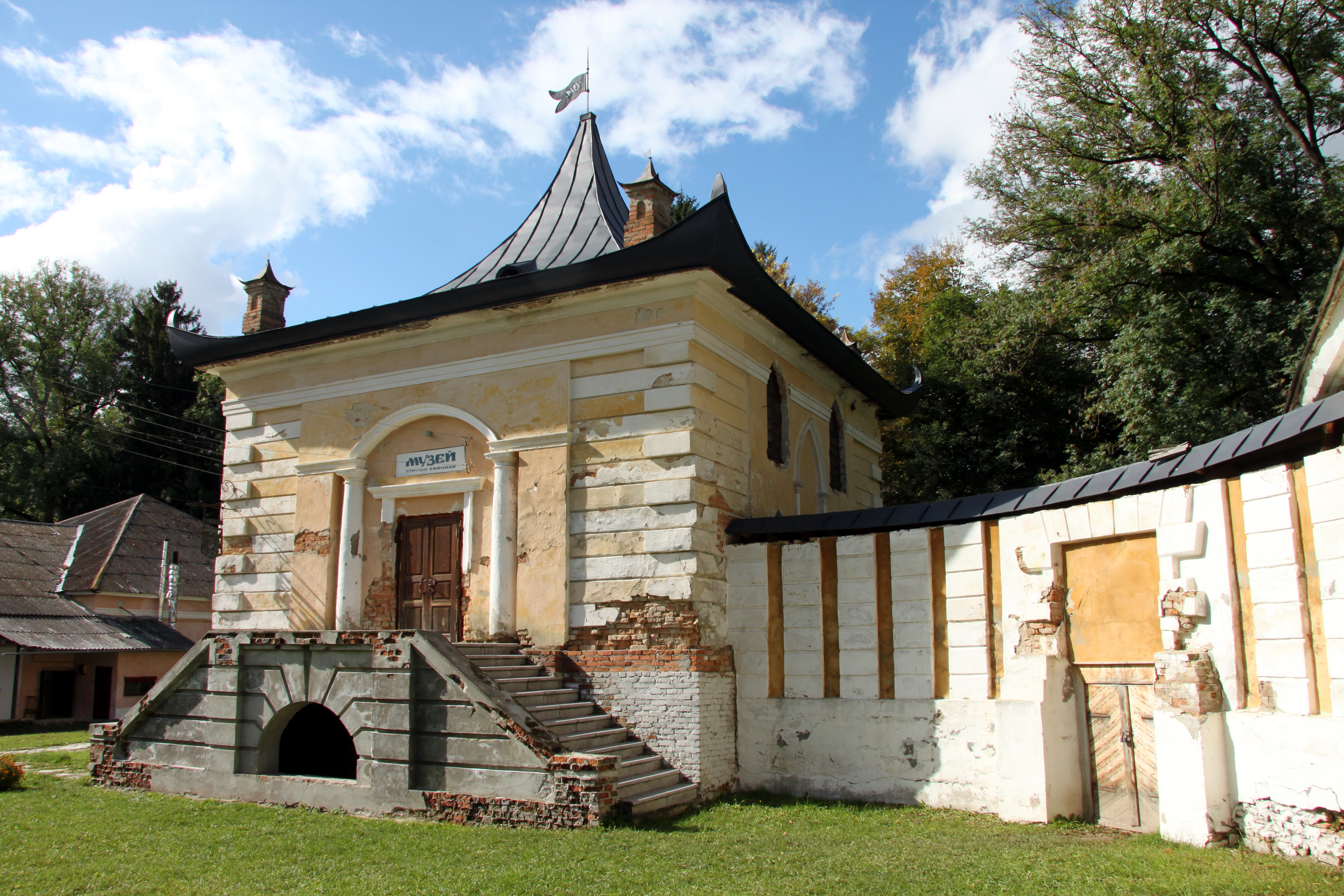
Pavillon chinois, classé
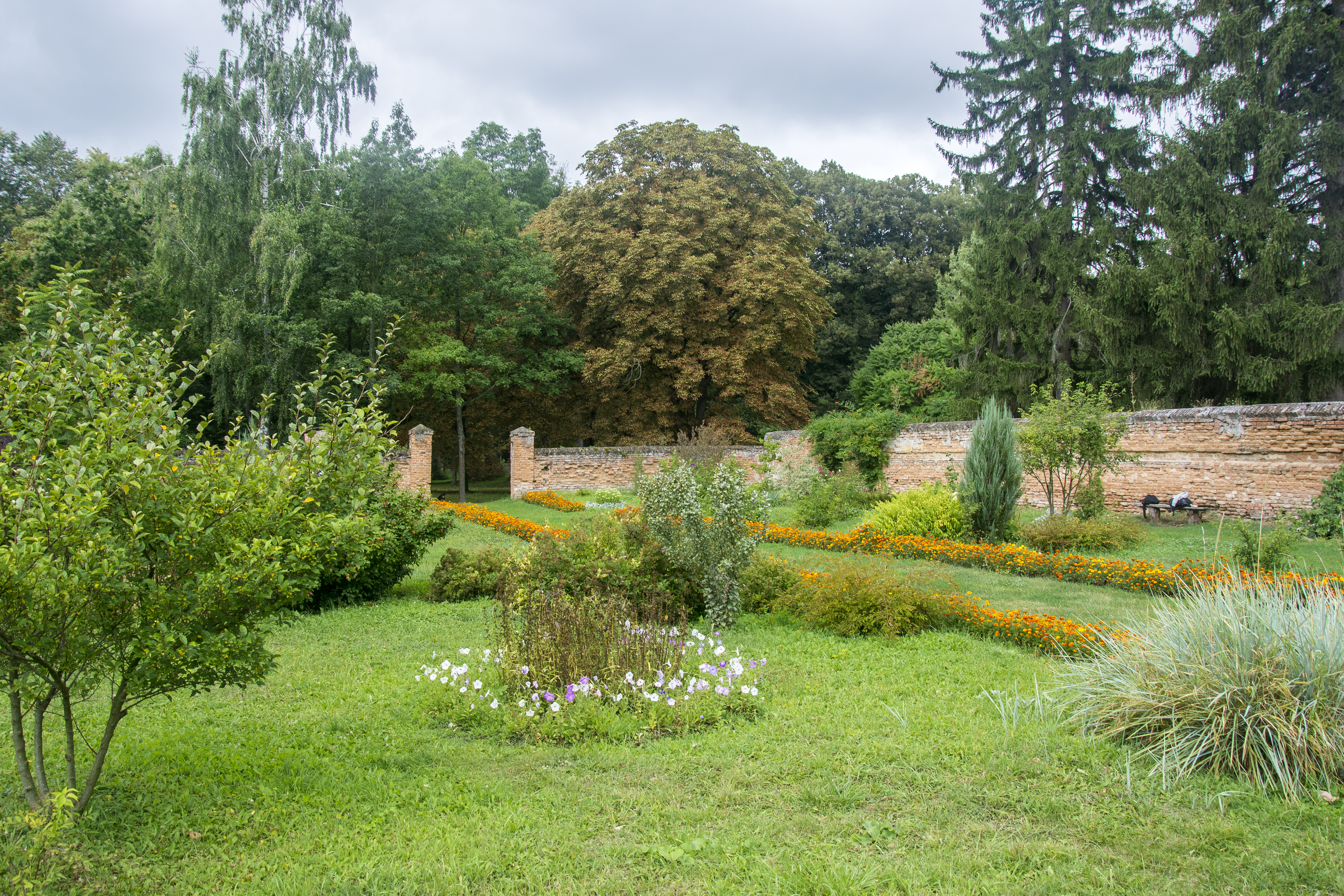
jardin clos, classé
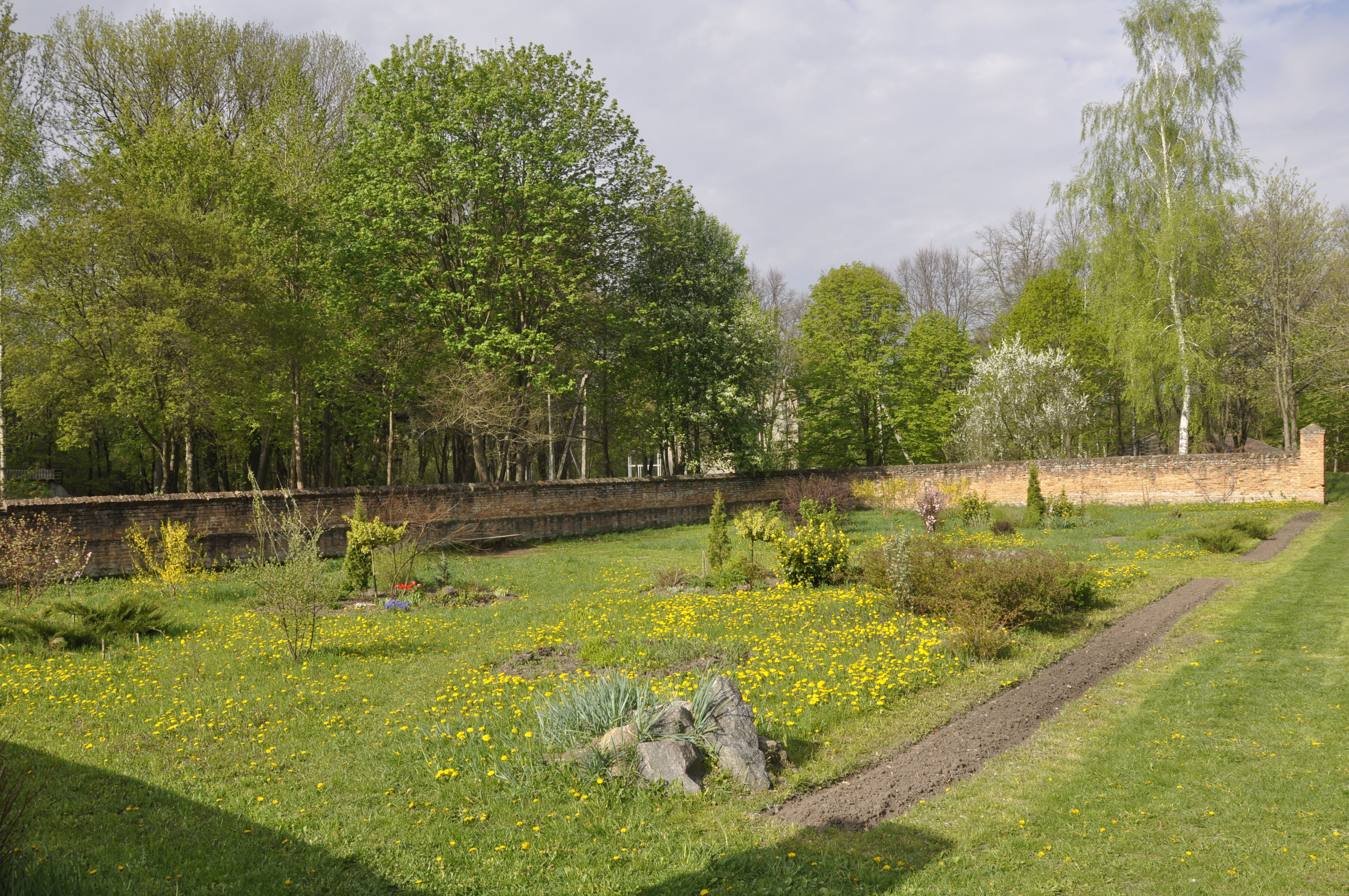
le parc, classé
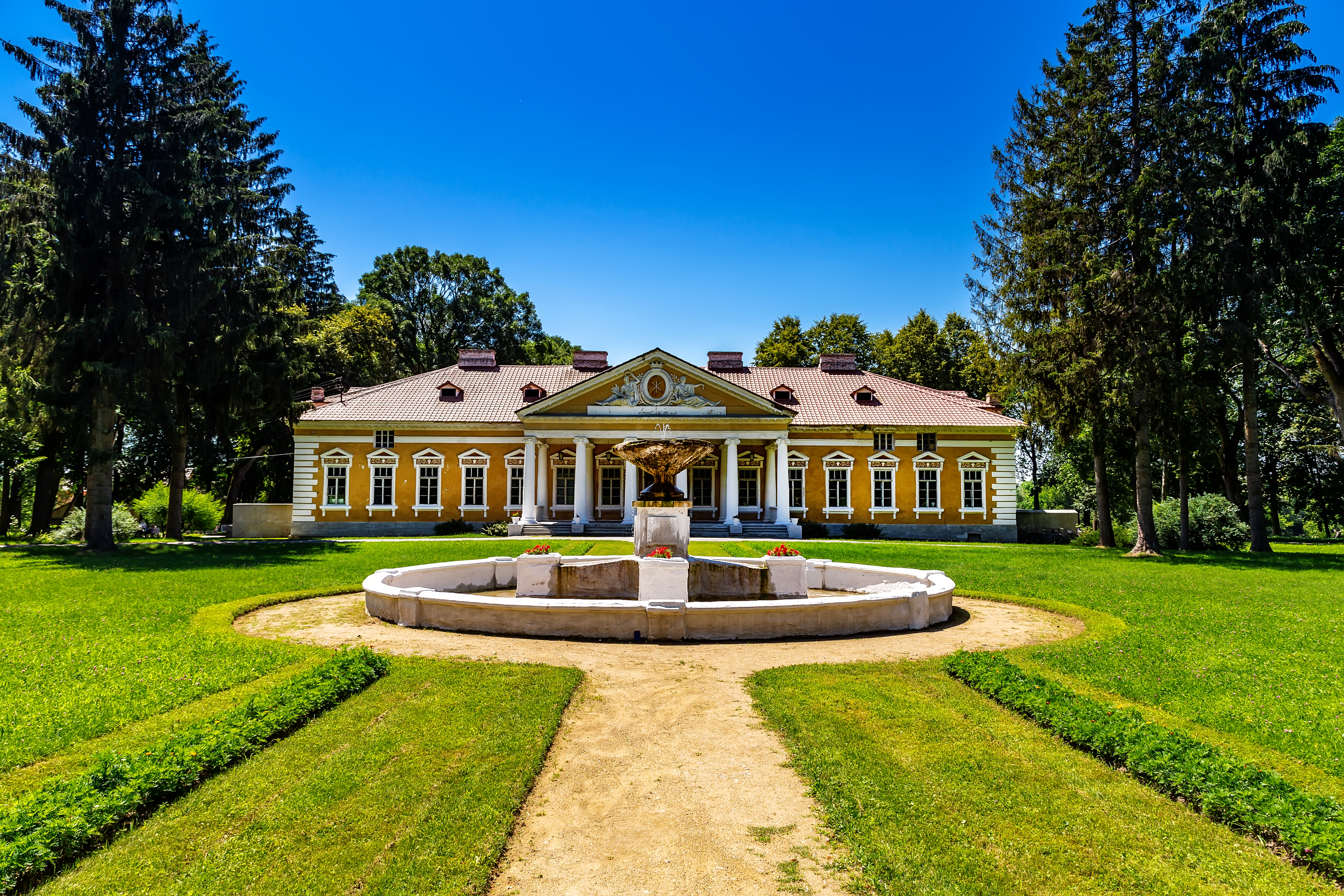
et sa fontaine, classée
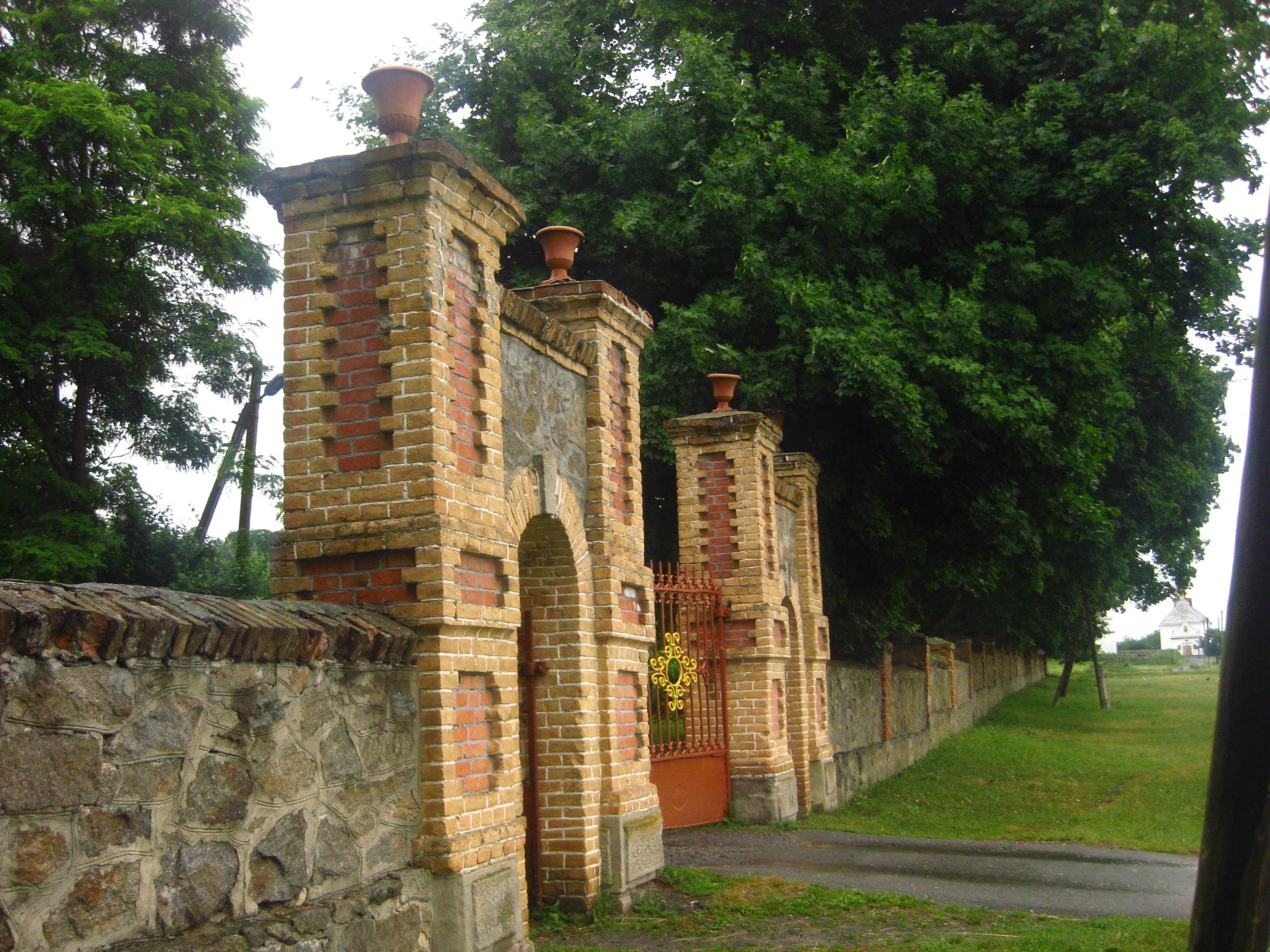
le portail,
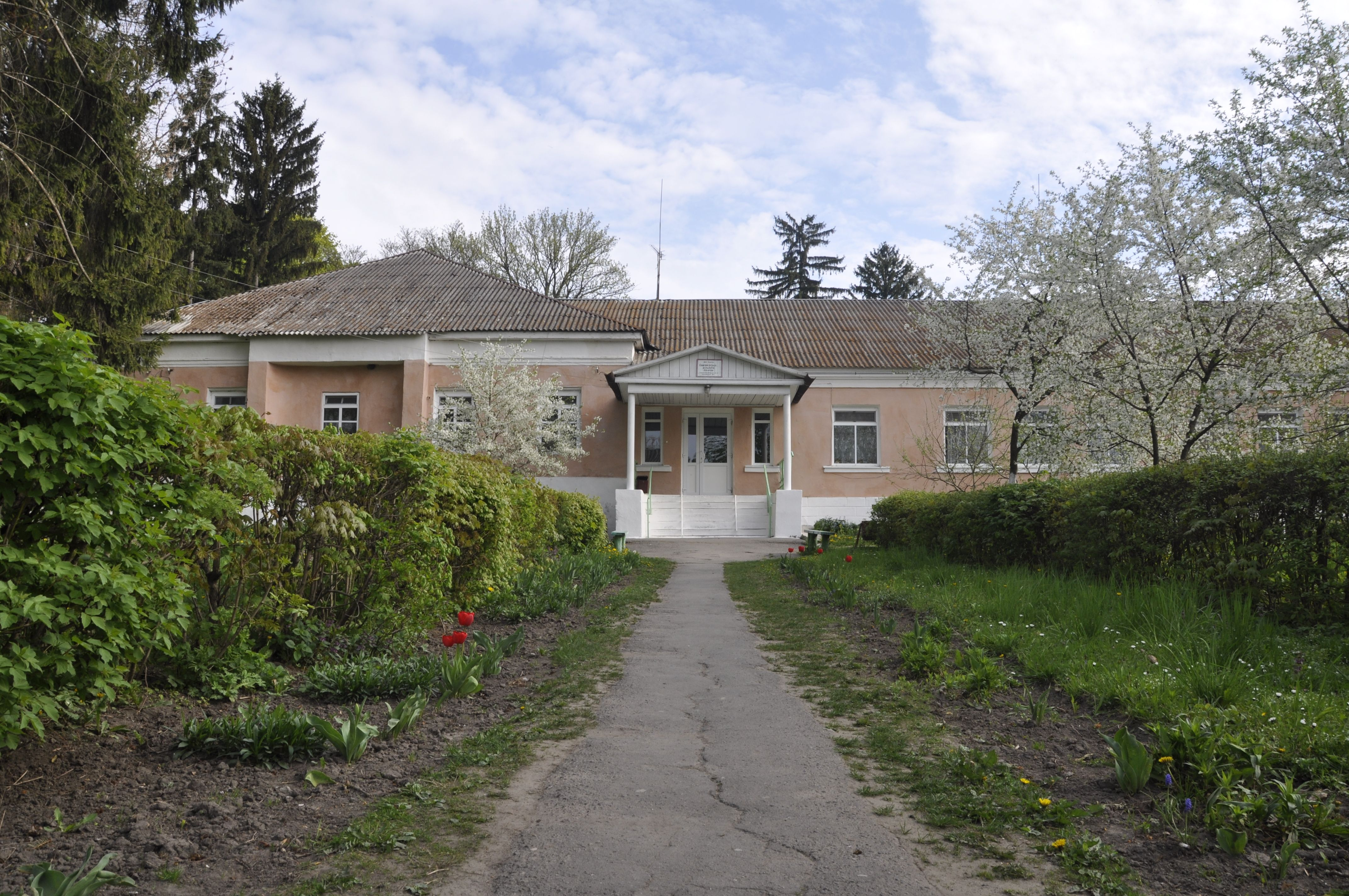
l'ancien palais, classé[6].

## Référence
1. ↑  numéro : 68-242-9004
2. ↑  numéro :68-242-0084
3. ↑  numéro :68-242-0087
4. ↑  patrimoine naturel en Ukraine, d'identifiant : 68-242-5019
5. ↑  numéro :68-242-0088
6. ↑  numéro :68-242-0086